# Copa Nehru 1984
La Copa Nerhu 1984 fue la tercera edición de la Copa Nehru. Tuvo lugar entre el 11 y el 27 de enero de 1984 en Calcuta, India.

## Formato
Un total de 6 equipos participaron en el torneo a través de la invitación de la Federación de Fútbol de la India. El torneo se jugó con el sistema de todos contra todos, los 2 primeros de la clasificación se enfrentaron en la final.

## Equipos participantes
| Equipos participantes | Equipos participantes | Equipos participantes | Equipos participantes |
| --------------------- | --------------------- | --------------------- | --------------------- |
| Argentina             | China                 | India                 |                       |
| Polonia               | Rumania (sub-21)      | Vasas Budapest        |                       |

## Sede
| Calcuta                |
| ---------------------- |
| Yuva Bharati Krirangan |
| Capacidad: 120 000     |
|                        |

## Resultados

### Liguilla
| Equipo           | Pts | PJ | PG | PE | PP | GF | GC | Dif |
| ---------------- | --- | -- | -- | -- | -- | -- | -- | --- |
| Polonia          | 8   | 5  | 3  | 2  | 0  | 6  | 3  | 3   |
| China            | 7   | 5  | 3  | 1  | 1  | 7  | 3  | 4   |
| Argentina        | 7   | 5  | 3  | 1  | 1  | 6  | 2  | 4   |
| Vasas Budapest   | 5   | 5  | 1  | 3  | 1  | 5  | 7  | -2  |
| Rumania (sub-21) | 2   | 5  | 0  | 2  | 3  | 3  | 6  | -3  |
| India            | 1   | 5  | 0  | 1  | 4  | 1  | 7  | -6  |

| 11 de enero de 1984 | India            | 1:2 | Polonia                       | Yuva Bharati Krirangan, Calcuta |  |
|                     | Bhattacharya 42' |     | Dziekanowski 10' · Pawlak 34' |                                 |  |

| 12 de enero de 1984 | Rumania Sub-21 | 0:1 | Argentina      | Yuva Bharati Krirangan, Calcuta |  |
|                     |                |     | Burruchaga 11' |                                 |  |

| 13 de enero de 1984 | Vasas Budapest | 1:1 | China        | Yuva Bharati Krirangan, Calcuta |  |
|                     | Kiss 32'       |     | Shusheng 82' |                                 |  |

| 14 de enero de 1984 | India | 0:1 | Argentina  | Yuva Bharati Krirangan, Calcuta |  |
|                     |       |     | Gareca 79' |                                 |  |

| 15 de enero de 1984 | Polonia     | 1:0 | China | Yuva Bharati Krirangan, Calcuta |  |
|                     | Adamiec 34' |     |       |                                 |  |

| 16 de enero de 1984 | Vasas Budapest           | 2:2 | Rumania sub-21                  | Yuva Bharati Krirangan, Calcuta |  |
|                     | Kiss 31' · Zvara 82' 86' |     | Sertov 49' 67' · Casuba 65' 81' |                                 |  |

| 17 de enero de 1984 | Polonia    | 1:1 | Argentina | Yuva Bharati Krirangan, Calcuta |  |
|                     | Buncol 84' |     | Ponce 51' |                                 |  |

| 18 de enero de 1984 | China                   | 2:1 | Rumania sub-21 | Yuva Bharati Krirangan, Calcuta |  |
|                     | Hui 38' · Hongxiang 75' |     | Sertov         |                                 |  |

| 19 de enero de 1984 | India | 0:1 | Vasas Budapest | Yuva Bharati Krirangan, Calcuta |  |
|                     |       |     | Hires/Kiss 43' |                                 |  |

| 20 de enero de 1984 | China    | 1:0 | Argentina | Yuva Bharati Krirangan, Calcuta |  |
|                     | Dayu 86' |     |           |                                 |  |

| 21 de enero de 1984 | Vasas Budapest  | 1:1 | Polonia                          | Yuva Bharati Krirangan, Calcuta |  |
|                     | Kiss/Balogh 41' |     | [[Roman Wojcicki\|Wojcicki]] 30' |                                 |  |

| 22 de enero de 1984 | India | 0:0 | Rumania sub-21 | Yuva Bharati Krirangan, Calcuta |  |

| 24 de enero de 1984 | Argentina                 | 3:0 | Vasas Budapest | Yuva Bharati Krirangan, Calcuta |  |
|                     | Pecha 8' · Gareca 49' 59' |     |                |                                 |  |

| 25 de enero de 1984 | Polonia  | 1:0 | Rumania sub-21 | Yuva Bharati Krirangan, Calcuta |  |
|                     | Wojcicki |     |                |                                 |  |

| 25 de enero de 1984 | India | 0:3 | China                        | Yuva Bharati Krirangan, Calcuta |  |
|                     |       |     | Huayun 42' 60' · Xiuquan 81' |                                 |  |

### Final
| 27 de enero de 1984 | Polonia      | 1:0     | China | Yuva Bharati Krirangan, Calcuta                                    |                                                                    |
|                     | Wojcicki 60' | Reporte |       | Asistencia: 90.000 espectadores Árbitro(s): Melwyn D'Souza (India) | Asistencia: 90.000 espectadores Árbitro(s): Melwyn D'Souza (India) |